# Trochodendraceae
Trochodendraceae Eichler è una famiglia di angiosperme eudicotiledoni, l'unica appartenente all'ordine Trochodendrales Takht. ex Cronq. secondo la classificazione APG IV. Sono alberi che presentano foglie picciolate dal margine seghettato. I primi fossili di Trochodendraceae conosciuti risalgono al Cretacico superiore (Nordenskioeldia).

## Tassonomia
In questa famiglia sono riconosciuti due generi viventi:
- Tetracentron Oliv.
- Trochodendron Siebold & Zucc.

Nel sistema Cronquist (1981), la famiglia Trochodendraceae era classificata all'interno della sottoclasse Hamamelidae. Non conteneva inoltre il genere Tetracentron, che era classificato all'interno di Tetracentraceae, famiglia ritenuta sinonimo di Trochodendraceae sin dalla classificazione APG III (2009).

## Distribuzione e habitat
Le specie odierne sono diffuse nell'Asia sud-orientale (dal Nepal al Giappone).